# Roeselia extusata
Roeselia extusata är en fjärilsart som beskrevs av Dyar. Roeselia extusata ingår i släktet Roeselia och familjen trågspinnare. Inga underarter finns listade.